# Freitagsmoschee von Borudscherd

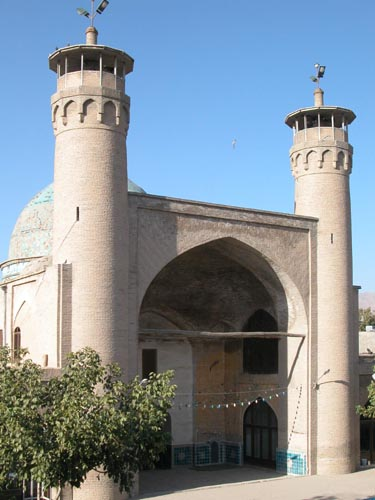
Freitagsmoschee von Borudscherd

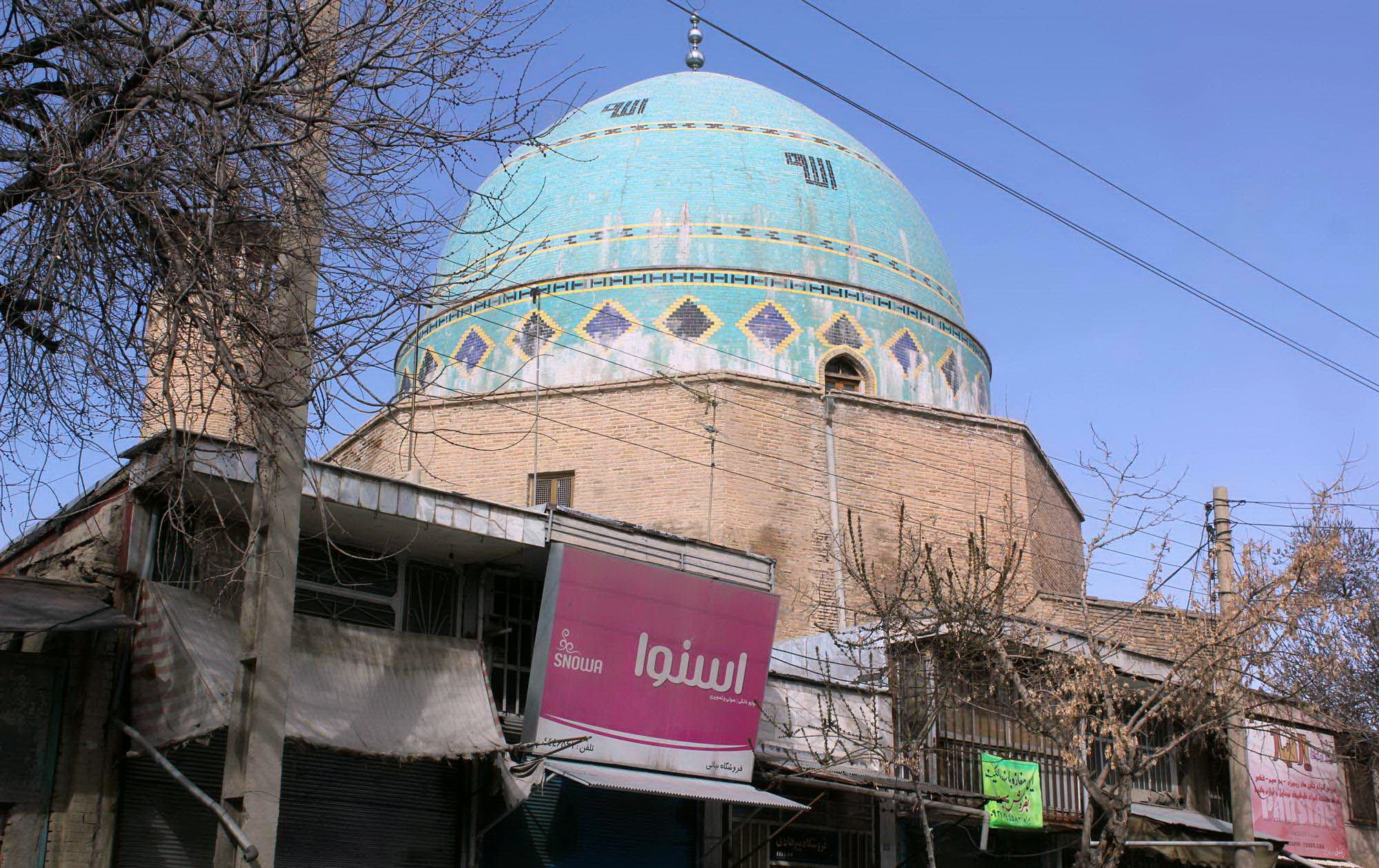
Kuppel der Freitagsmoschee

Die Freitagsmoschee von Borudscherd (persisch مسجد جامع بروجرد, in englische Transkription Masjid-e Jāmeh Borujerd) ist die große Gemeindemoschee der iranischen Stadt Borudscherd in der Provinz Luristan. Sie ist die älteste Moschee im Gebiet des Zagros sowie Westirans. Sie belegt Platz Nr. 228 im Inventar der Nationalen Artefakte des Iran.

## Geschichte
Die Moschee wurde an einer Stelle errichtet, an der zur Zeit des Sassanidenreiches ein zoroastrischer Feuertempel stand. Die Errichtung der Moschee wird einem Minister namens Hamuyeh oder Hamuleh zugeschrieben, der im 9. Jahrhundert zum Statthalter von Borudscherd ernannt worden sein soll.
Im Laufe der Jahrhunderte wurde die Moschee mehrfach umgebaut; an dem Gebäude lassen sich Inschriften von verschiedenen Herrschern und Dynastien finden, wie der Seldschuken, Safawiden und Kadscharen.
Während des Ersten Golfkrieges 1980 wurde die Moschee von irakischen Flugzeugen bombardiert.
Bei einem Erdbeben im März 2006 wurde ein Minarett schwer beschädigt.